# Yang Junxuan
Yang Junxuan (n. 26 ianuarie 2002, Zibo⁠(d), Republica Populară Chineză) este o înotătoare chineză, medaliată olimpică. A participat la o ediție a Jocurilor Olimpice (2020) în care a câștigat o medalie de aur.